# رودلف فرانتس
رودلف فرانتس (انگلیسی: Rudolf Franz؛ زادهٔ ۲۲ اکتبر ۱۹۳۷) دوچرخه‌سوار اهل جمهوری دمکراتیک آلمان است.